# Universidad de Lomé
La  Universidad de Lomé, en francés,  Université de Lomé , es la universidad más importante de Togo, sustituyó en 1965 al Instituto Superior de Benín (ISB).
En mayo de 2011, el gobierno de Togo ordenó el cierre indefinido del centro a causa de unas revueltas estudiantiles que pedían mejores condiciones y comida y que fueron controladas con gas. El 8 de julio, el cuerpo estudiantil y los representantes gubernamentales firmaron un acuerdo formal para que los estudiantes pudieran optar entre el sistema académico clásico o la LMD, el gobierno invertiría 2,4 millones de CFA en la construcción de nuevas instalaciones en esta universidad y la de Kara.